# Vladimir Kozlov (réalisateur)
Pour les articles homonymes, voir Vladimir Kozlov.
Vladimir Kozlov (en russe : Владимир Георгиевич Козлов, Vladimir Gueorguievitch Kozlov) est un réalisateur et scénariste français, d'origine soviétique, né le 7 juin 1956 à Minsk en Biélorussie.

## Biographie
Vladimir Kozlov obtient une licence d’histoire et de sciences sociales à l'Université d'État de Minsk, puis il fait ensuite des études au VGIK (Institut national de la cinématographie de Moscou) où il obtient le certificat d'assistant réalisateur.
Pendant 13 ans, il assure la fonction d'assistant réalisateur sur une vingtaine de longs métrages de fiction aux studios Belarusfilm et Mosfilm, dont le film Requiem pour un massacre d'Elem Klimov (Иди и Смотри), qui a reçu le Grand prix du festival international du film de Moscou en 1985 et a été diffusé sur Arte en 1995.
En 1992, Vladimir Kozlov s'installe en France et devient régisseur et comédien au Théâtre Populaire d’Occitanie.
En 2002, il commence une nouvelle carrière d'auteur-réalisateur de documentaire.

## Filmographie

### Documentaires
- 2002 : Musique et Couleurs du père Léonide : Documentaire basé sur la vie du Père Léonide Chrol, prêtre orthodoxe né à Saint-Pétersbourg en 1902, chassé de Russie par la Révolution bolchévique et ordonné à Toulouse dans les années 1920[4],[5].
- 2004 : La petite sœur russe de Sylvanès : Documentaire de 26 min qui narre l'histoire vraie d'une église orthodoxe russe en pin bâtie à Sylvanès en Aveyron[6].
- 2006 : Tugan Sokhiev, crescendo subito, co-réalisé avec Sonia Paramo : Documentaire de 26 min sur Tugan Sokhiev, musicien russe du conservatoire de Saint-Petersbourg qui prend la tête de l'Orchestre national du Capitole de Toulouse[6].
- 2006 : The rock monologue : Documentaire de 69 min prix du meilleur documentaire 2008 dans divers festivals (Kiev, Eger, etc), qui relate l'histoire du rock en Russie avec les archives et le témoignage de Youri Morozov[6].
- 2011 : Gagarinland : Documentaire de 86 min sur les habitants de la ville de Gagarine, ville rebaptisée en  l'honneur de Youri Gagarine[7],[8],[9].
- 2011 : Alexeï Léonov, le piéton de l'espace
- 2012 :  Garonna-Volga et retour(s)
- 2013 : Nicolai Greshny, une affaire de famille, documentaire sur la vie et l'œuvre de Nicolas Greschny, fresquiste estonien qui a peint plus de 80 fresques, principalement sur les murs d'églises situées dans le Sud et le Sud-Ouest de la France[10].
- 2017 : Ne laisse jamais la Baraque !, documentaire 52 min, coproduction France 3 Occitanie et Prodigima films.
- 2019 : Kounachir, documentaire 71 min, coproduction Vosges TV et Les films du temps scellé.
- 2024: Nemuro, documentaire 90 min, inachevé.

### Fictions
- 2008 : La Tendresse
- 2010 : Joyeux Noël, Vladimir

## Distinctions

### Décorations
- 2020 : Chevalier l'Ordre des Arts et des Lettres[réf. nécessaire]

### Récompenses
- Kounachir :
  - Grand prix au festival Traces de vies de Clermont-Ferrand, France, 2020[réf. nécessaire].
  - Best Cinematography au Russian Documentary film festival à NYC, USA, 2020[réf. nécessaire].
- Nicolai Greshny, une affaire de famille, Grand Prix au festival international « Hors-frontière russe », Moscou, 2014[réf. nécessaire].
- Gagarinland - Meilleur long métrage au Festival international du cinéma documentaire de création Artdocfest à Moscou, 2011[1],[11].
- Rock-Monoloque. Youri Morozov - Meilleur documentaire au Slow film festival en Hongrie et Steps film festival en Ukraine en 2008[1].